# California Hauling
California Hauling är en EP av Tiger Lou, utgiven 16 oktober 2015 på Startracks.

## Låtlista
Sida A
1. "California Hauling" – 3:50
2. "Untiled" – 1:48
3. "Homecoming" – 4:03

Sida B
1. "Endless Drama" – 1:05
2. "The Rising Sun" – 4:14

## Mottagande
California Hauling har medelbetyget 3,9/5 på Kritiker.se, baserat på tre recensioner.